# Schwanebeck
Schwanebeck település Németországban, azon belül Szász-Anhalt tartományban. Lakosainak száma 2437 fő (2023. december 31.). Schwanebeck Groß Quenstedt és Huy községekkel határos.

## Népesség
A település népességének változása:
| Lakosok száma | 2479 | 2454 | 2400 | 2402 | 2437 |
|               | 2017 | 2019 | 2021 | 2022 | 2023 |